# A.W.O.L. (album)
A.W.O.L. è il quinto album in studio del rapper statunitense AZ, pubblicato il 6 settembre 2005 dalla Quiet Money. Il titolo è l'acronimo del termine militare «Absent Without Official Leave», letteralmente «assente senza permesso ufficiale»: il riferimento che fa AZ è tra sé stesso e la scena hip hop. Le tre tracce finali sono brani di Final Call (The Lost Tapes), album registrato in questo periodo poi trapelato su internet: Final Call sarà pubblicato anni dopo sotto forma di mixtape.
Sulle tracce si alternano 13 beatmakers diversi, quasi uno ad ogni traccia: su tutti spicca DJ Premier, che lavora al singolo The Come Up e alla traccia New York.
Per la canzone Never Change gli Heatmakerz campionano Wild Horses del trio R&B Labelle. Il titolo e il testo di City of Gods si riferiscono al film City of God del 2002.

## Ricezione
| Recensione                     | Giudizio   |
| ------------------------------ | ---------- |
| AllMusic                       | [ 1 ]      |
| The Rolling Stone Albums Guide | [ 4 ]      |
| HipHopDX                       | [ 5 ]      |
| RapReviews                     | [ 2 ]      |
| Rhapsody                       | favorevole |
| IGN                            | [ 7 ]      |
| Prefix                         | [ 3 ]      |
| Stylus                         | B          |
| PopMatters                     | favorevole |

A.W.O.L. ottiene perlopiù recensioni positive e dimostra di aver avuto un ottimo impatto a livello underground, deficitando ancora nelle vendite. Il progetto è descritto come «silenziosamente eccellente» e le qualità del rapper sono equiparate a quelle di Nas. Il disco presenta ottimi schemi metrici multi sillabici e si rivela piuttosto coerente, nonostante qualche traccia da club mal riuscita stoni con il resto, dimostrando che col passare degli anni l'abilità di narratore di AZ è rimasta intaccata. In questo modo, il rapper ha consolidato la propria posizione all'interno del genere hip hop.
Never Change è il brano maggiormente apprezzato dai critici, davanti al singolo The Come Up e a City of Gods.

## Tracce
1. So Sincere (Intro) – 1:57 – Heatmakerz
2. Never Change – 4:26 – Heatmakerz
3. New York (featuring Ghostface Killah & Raekwon) – 3:45 – Emile
4. Can't Stop – 4:15 – Frade
5. Still Alive – 4:04 – Vinny Idol
6. AZ's Chillin' – 3:55 – Fizzy Womack
7. City of Gods – 4:14 – Disco D
8. Street Life (featuring Half-A-Mil & Begetz) – 4:33 – J-Hen
9. Bedtime Story – 2:12 – Baby Paul, Jimi Kendrix
10. The Come Up – 3:46 – DJ Premier
11. Envious (featuring Bounty Killer) – 2:57 – Moss
12. A.W.O.L. – 3:40 – Vinny Idol
13. Live Wire* – 10:49 – Buckwild
14. Magic Hour* (featuring CL Smooth) – Tone Mason
15. The Truth* (featuring Ralo) – DJ Absolut

NotaLe tracce 13, 14 e 15 sono tre tracce differenti contenute all'interno della traccia continua numero 13 con una durata di 10:49.

## Classifiche

### Classifiche settimanali
| Classifica (2005)         | Posizione massima |
| ------------------------- | ----------------- |
| Stati Uniti               | 73                |
| US Top R&B/Hip-Hop Albums | 17                |
| US Rap Albums             | 10                |
| US Independent Albums     | 5                 |